# Filipinas nos Jogos Olímpicos de Verão de 1972
As Filipinas competiu nos Jogos Olímpicos de Verão de 1972, realizados em Munique, Alemanha Ocidental.